# Stencil graffiti
Stencil Graffiti sau simplu Stencil este o formă de graffiti ce implică folosirea unui șablon pentru a aplica imaginile pe pereți.
Stencil este un șablon folosit pentru desenarea sau pictarea unor  simboluri, litere, forme identice de fiecare dată când sunt folosite. Stencils-urile sunt realizate prin înlăturarea unor secțiuni din materialul inițial în formă de text sau imagine, generând negativul fizic al unei imagini.